# Liesbet de Vocht
Liesbet de Vocht (Turnhout, 5 de enero de 1979) es una exciclista profesional belga. Debutó como profesional en 2006. Tras ganar, desde el 2009, tres Campeonatos de Bélgica Contrarreloj y un Campeonato de Bélgica en Ruta logró plaza para participar en los Juegos Olímpicos de Londres 2012 tanto en la prueba contrarreloj donde acabó 23ª (penúltima) como en la prueba en ruta donde fue 9.ª. Todas sus victorias las ha obtenido en Bélgica excepto el Tour de Bretaña femenino más una etapa que consiguió en 2009, fuera de su país también destacó en el Tour de la Isla de Chongming 2012 finalizando en 3.ª posición.

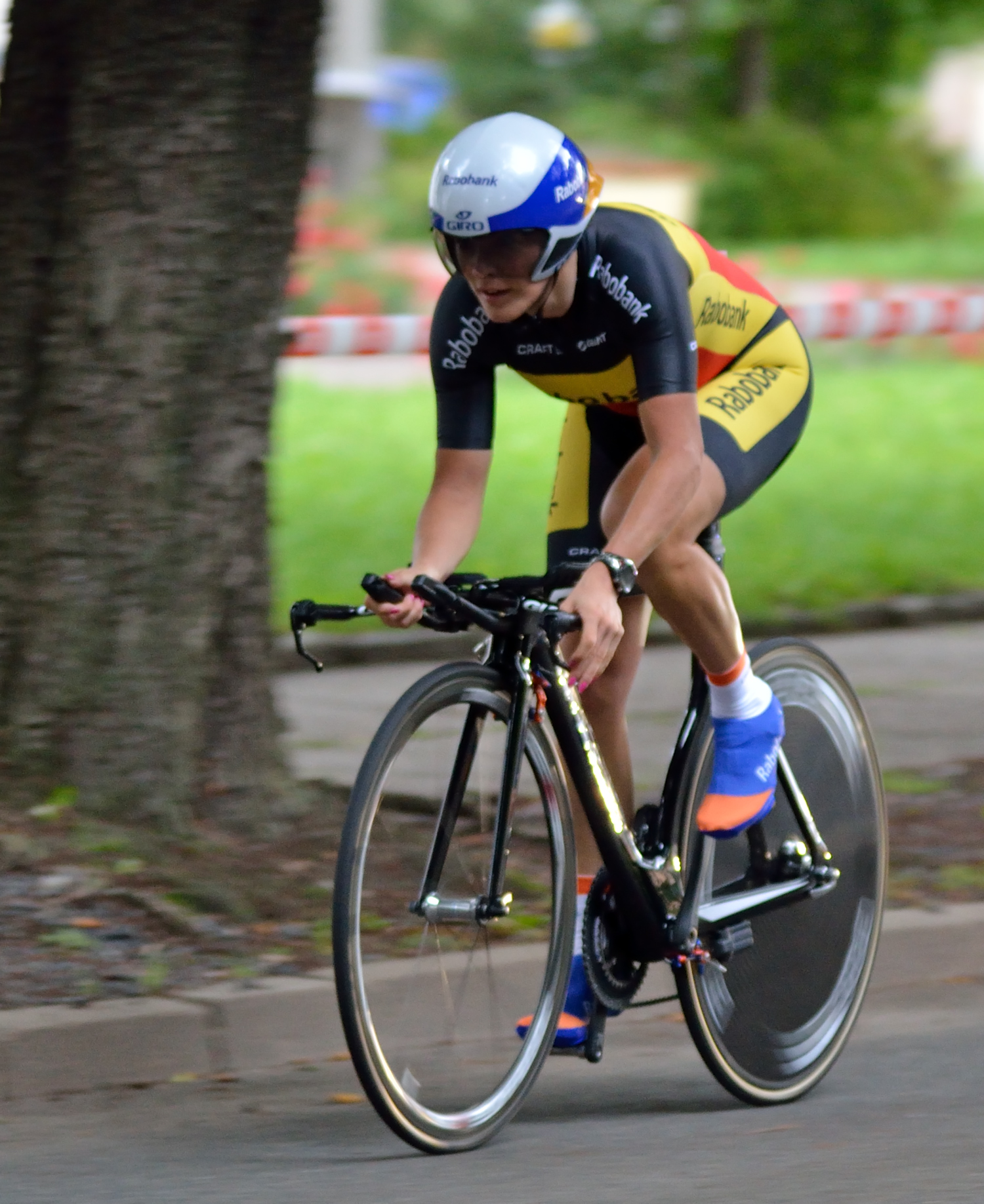
Liesbet de Vocht en el Tour de Thüringe 2012 con el maillot de campeona de Bélgica.

Es hermana del también ciclista profesional Wim De Vocht.

## Palmarés
2007
- 3.ª en el Campeonato de Bélgica en Ruta
- 3.ª en el Campeonato de Bélgica Contrarreloj

2008
- 2.ª en el Campeonato de Bélgica en Ruta
- Omloop van het Hageland

2009
- Tour de Bretaña femenino, más 1 etapa
- Campeonato de Bélgica Contrarreloj

2010
- Campeonato de Bélgica en Ruta
- 2.ª en el Campeonato de Bélgica Contrarreloj

2011
- Campeonato de Bélgica Contrarreloj

2012
- Knokke-Heist-Bredene
- Gooik-Geraardsbergen-Gooik
- Campeonato de Bélgica Contrarreloj

2013
- Campeonato de Bélgica en Ruta

2014
- Campeonato de Bélgica Contrarreloj

## Resultados en Grandes Vueltas y Campeonatos del Mundo
Durante su carrera deportiva ha conseguido los siguientes puestos en las Grandes Vueltas femeninas y en los Campeonatos del Mundo en carretera:
| Carrera              | 2006 | 2007 | 2008 | 2009 | 2010 | 2011 | 2012 | 2013 | 2014 |
| -------------------- | ---- | ---- | ---- | ---- | ---- | ---- | ---- | ---- | ---- |
| Giro de Italia       | -    | -    | -    | -    | -    | 64.ª | 34.ª | -    | Ab.  |
| Tour de l'Aude       | -    | -    | -    | 41.ª | 13.ª | X    | X    | X    | X    |
| Grande Boucle        | -    | -    | -    | -    | X    | X    | X    | X    | X    |
| Mundial en Ruta      | -    | -    | 58.ª | Ab.  | 13.ª | 21.ª | 18.ª | 39.ª | -    |
| Mundial Contrarreloj | -    | -    | -    | -    | -    | 38.ª | -    | -    | -    |

-: no participa

Ab.: abandono

X: ediciones no celebradas

## Equipos
- Lotto Belisol Ladies Team (2006-2007)
- Vrienden van het Platteland (2008)
- Nederland Bloeit (2009-2010)
  - DSB Bank-Nederland Bloeit (2009)
  - Nederland Bloeit (2010)[5]
- Topsport Vlaanderen 2012-Ridley (2011)
- Rabobank Women Cycling Team (2012-2013)
  - Rabobank Women Cycling Team (2012)
  - Rabo Women Cycling Team (2013)
- Lotto Belisol Ladies (2014)